# Ratarda tertia
Ratarda tertia is een vlinder uit de familie van de Ratardidae. De wetenschappelijke naam van de soort is voor het eerst geldig gepubliceerd in 1916 door Strand.